# Andowiak leśny
Andowiak leśny (Thomasomys silvestris) – gatunek ssaka z podrodziny bawełniaków (Sigmodontinae) w obrębie rodziny chomikowatych (Cricetidae).

## Zasięg występowania
Andowiak leśny występuje endemicznie na zachodnich zboczach Andów w Ekwadorze; zapisy ze wschodniego zbocza w prowincji Morona Santiago wymagają potwierdzenia.

## Taksonomia
Gatunek po raz pierwszy zgodnie z zasadami nazewnictwa binominalnego opisał w 1924 roku amerykański teriolog i paleontolog Harold Elmer Anthony nadając mu nazwę Thomasomys silvestris. Holotyp pochodził z Las Máquinas, na szlaku Santo Domingo, na zachód od Corazón, na wysokości 7000 ft (2134 m), w zachodnie Andach, w prowincji Pichincha, w Ekwadorze. 
Autorzy Illustrated Checklist of the Mammals of the World uznają ten takson za gatunek monotypowy.

### Etymologia
- Thomasomys: Oldfield Thomas (1858–1929), brytyjski zoolog, teriolog; gr. μυς mus, μυος muos „mysz”[7].
- silvestris: łac. silvestris „z lasu, leśny”, od silva „teren lesisty, las”[8].

## Morfologia
Długość ciała (bez ogona) 95–127 mm, długość ogona 139–157 mm, długość ucha 18 mm, długość tylnej stopy 28–30 mm; brak danych dotyczących masy ciała. 

## Ekologia
Andowiak leśny występuje w ekotonie  między paramo, a lasem lub trawiaste polany otoczone lasem, a także górskie lasy deszczowe. Większość schwytań zanotowano na ziemi. Aktywny nocą.

## Populacja
Rzadki gatunek.

## Zagrożenia
Główne zagrożenia to wylesianie, fragmentacja siedliska i rolnictwo.